# Флоор, Ким
Ким Флоор (фин. Kim Floor; 14 марта 1948, Порвоо, Финляндия) — финский певец, актёр и телеведущий, известный своим участием на конкурсе песни «Евровидение-1972».

## Биография

### Евровидение
В 1972 году Ким Флоор в дуэте с певицей Пяйви Пауну принял участие в финском отборе на конкурс песни «Евровидение-1972». Композиция «Muistathan» стала победителем фестиваля, что дало возможность Пяйви Пауну и Киму Флоор представить Финляндию конкурсе песни «Евровидение-1972».
На конкурсе Пяйви Пауну и Ким Флоор выступили под номером 10. С результатом в 78 баллов, дуэт занял 12-е место.

### Дальнейшая жизнь и карьера
В 1970-х годах Ким участвовал в телесериале «Oi kallis kaupunki» режиссёра Матти Тапио, а в 1990-х годах — в телесериале «Metsolat».
В 1993 году Ким вёл викторину «Onnenpyörä».

## Дискография

### Студийные альбомы
| Название    | Детали                                            |
| ----------- | ------------------------------------------------- |
| Evert Taube | - Релиз: 1975 - Лейбл: RCA Victor - Формат: Винил |

### Синглы
| Год  | Название                                                          | Альбом              |
| ---- | ----------------------------------------------------------------- | ------------------- |
| 1972 | «Muistathan»/«Yhteinen Tie» (совместно с Пяйви Пауну)             | Внеальбомные синглы |
| 1972 | «Näin Käydä Voi»/«Niinkuin Mustalainen» (совместно с Пяйви Пауну) | Внеальбомные синглы |
| 1972 | «On Meillä Nyt Häät»                                              | Внеальбомные синглы |
| 1974 | «Onnellinen Nudisti»/«Pepita Tanssii»                             | Внеальбомные синглы |

## Фильмография
- «Oi kallis kaupunki» (1974)
- «Metsolat» (1993)